# Florence Malgoire
Florence Malgoire (* 9. März 1960 in Dugny; † 11. August 2023 in Avignon) war eine französische Violinistin (Barockvioline) und Dirigentin.

## Leben und Wirken
Florence Malgoires Vater, der Musiker Jean-Claude Malgoire, beeinflusste ihren Werdegang erheblich. Malgoire studierte am Konservatorium (CRR) Courneuve und besuchte Kurse bei Marie Leonhardt, danach wurde sie in die Klasse für Barockgeige von Sigiswald Kuijken in Den Haag aufgenommen. Sie spielte mit den Ensembles La Petite Bande (S. Kuijken), La Chapelle Royale (Philippe Herreweghe), Il seminario (Gérard Lesne), Les Arts Florissants (William Christie), Les Musiciens du Louvre (Marc Minkowski), Les Talens Lyriques (Christophe Rousset) und bereits als 17-Jährige mit der Grande Écurie unter ihrem Vater.
Als Solistin trat sie mit den Arts Florissants und der Grande Ecurie et la Chambre du Roy auf. Meisterkurse und Sommerkurse hielt sie in Rio de Janeiro, beim Festival von Sablé-sur-Sarthe, in Vielsalm, in Dieppe, in Paris und in Reims ab. 1991 war sie Mitbegründerin des Ensembles Les Nièces de Rameau.
2003  gründete sie Les Dominos, ein Ensemble in unterschiedlichen Zusammensetzungen, das auf zahlreichen renommierten Festivals präsent war: in Beaune, Agapé in Genf, beim Festival du Haut-Jura, dem Festival de Sablé, Theatro de San-Carlo in Neapel und anderen.
Ab 2000 unterrichtete Florence Malgoire Barockvioline und Kammermusik an der Abteilung Alte Musik am Genfer Konservatorium und im September 2015 übernahm sie eine Klasse für Barockvioline an der Schola Cantorum de Paris. Parallel zu ihrer Solistenlaufbahn trat sie als Dirigentin in Erscheinung. So leitete sie beispielsweise im Auftrag von Radio Suisse Romande die Aufführung der Grands motets von Jean-Philippe Rameau. 2008 erhielt sie von William Christie die Einladung, am Aufbau der neuen Abteilung für historische Aufführungspraxis an der Juilliard School mitzuwirken. Im August 2023 verstarb sie an den Folgen eines Krebsleidens.